# Sławomir Mentzen
Sławomir Mentzen, né le 20 novembre 1986 à Toruń, est un homme politique polonais, président du parti conservateur d'extrême droite Nouvel espoir depuis 2022.
Il est élu député en 2023 et est candidat de la Confédération à l'élection présidentielle de 2025.

## Biographie

### Formation
Il est diplômé du Lycée académique de Toruń (en) et en économie de l'Université Nicolas-Copernic. Il a également obtenu une licence en physique théorique,.

### Carrière professionnelle

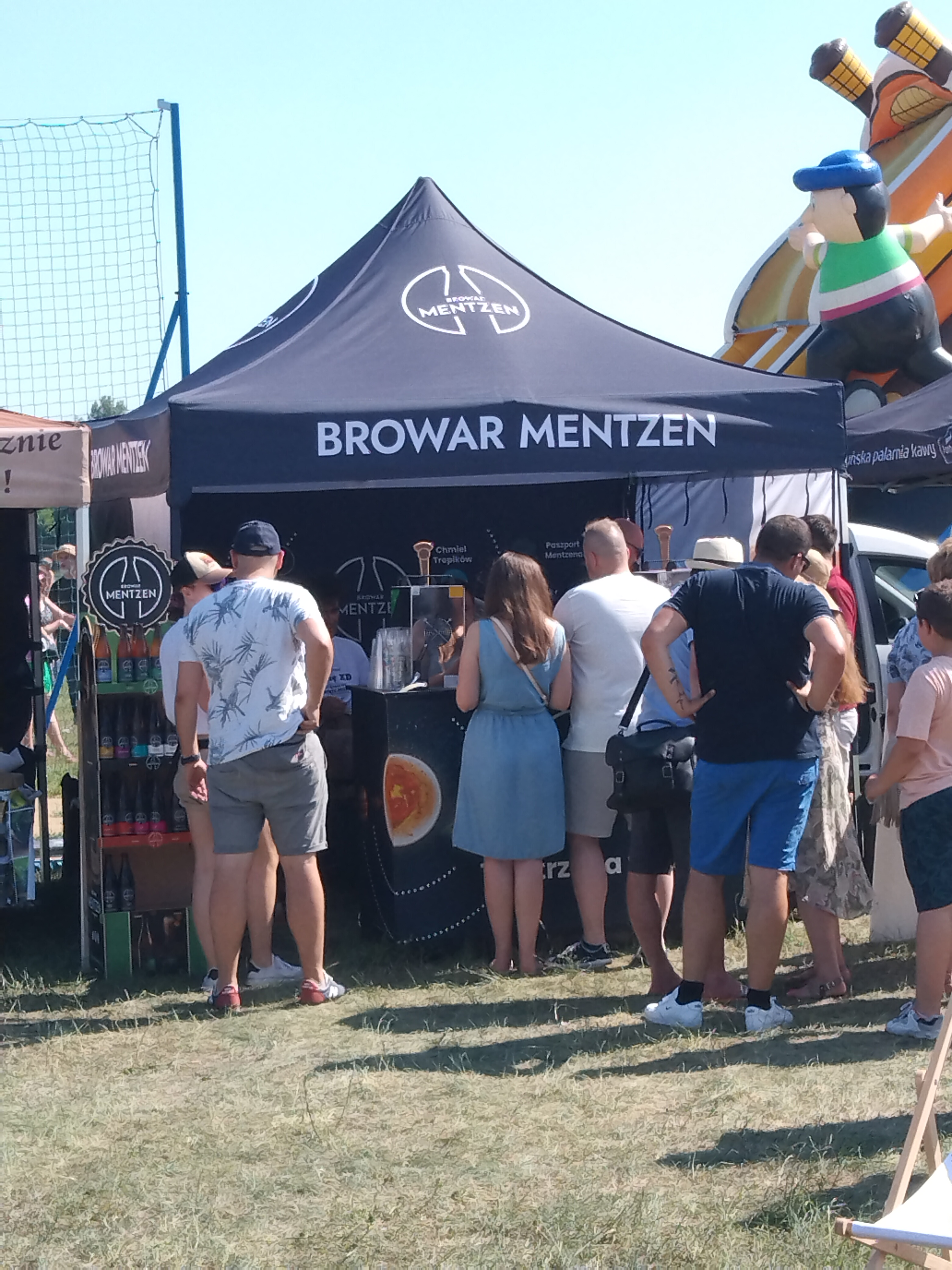
Stand de la Browar Mentzen aux Journées de Toruń (2022)

En 2011, il ouvre un bureau de change. Il a utilisé l'argent qu'il gagnait pour ouvrir un magasin d'armes et un bureau de comptabilité. En 2020, il a commencé à produire de la bière artisanale sous le nom de Browar Mentzen.
En 2021, le bureau comptable est transformé en bureau de conseil fiscal, Kancelaria Mentzen, avec des succursales à Toruń, Varsovie et Gdańsk. De plus, en 2022, il fonde le Pub Mentzen à Toruń.
Il est multimillionnaire.

### Parcours politique
En 2007, il rejoint l'Union de la politique réelle,,. Il reste ensuite à l'écart de la politique pendant un certain temps. En 2016, il devient militant du parti KORWiN. Aux élections locales de 2018, il s'est présenté à la mairie de Toruń, prenant la troisième place avec 3,94 % des voix.
Il s'est présenté sans succès aux élections de 2019.
Le 15 octobre 2022, lors du congrès du parti KORWiN, son président fondateur Janusz Korwin-Mikke laisse la place a Sławomir Mentzen. Il a recueilli 302 voix pour et 14 contre (10 abstentions). Le 29 novembre, il annonce le changement de nom du groupe en Nouvel espoir,.

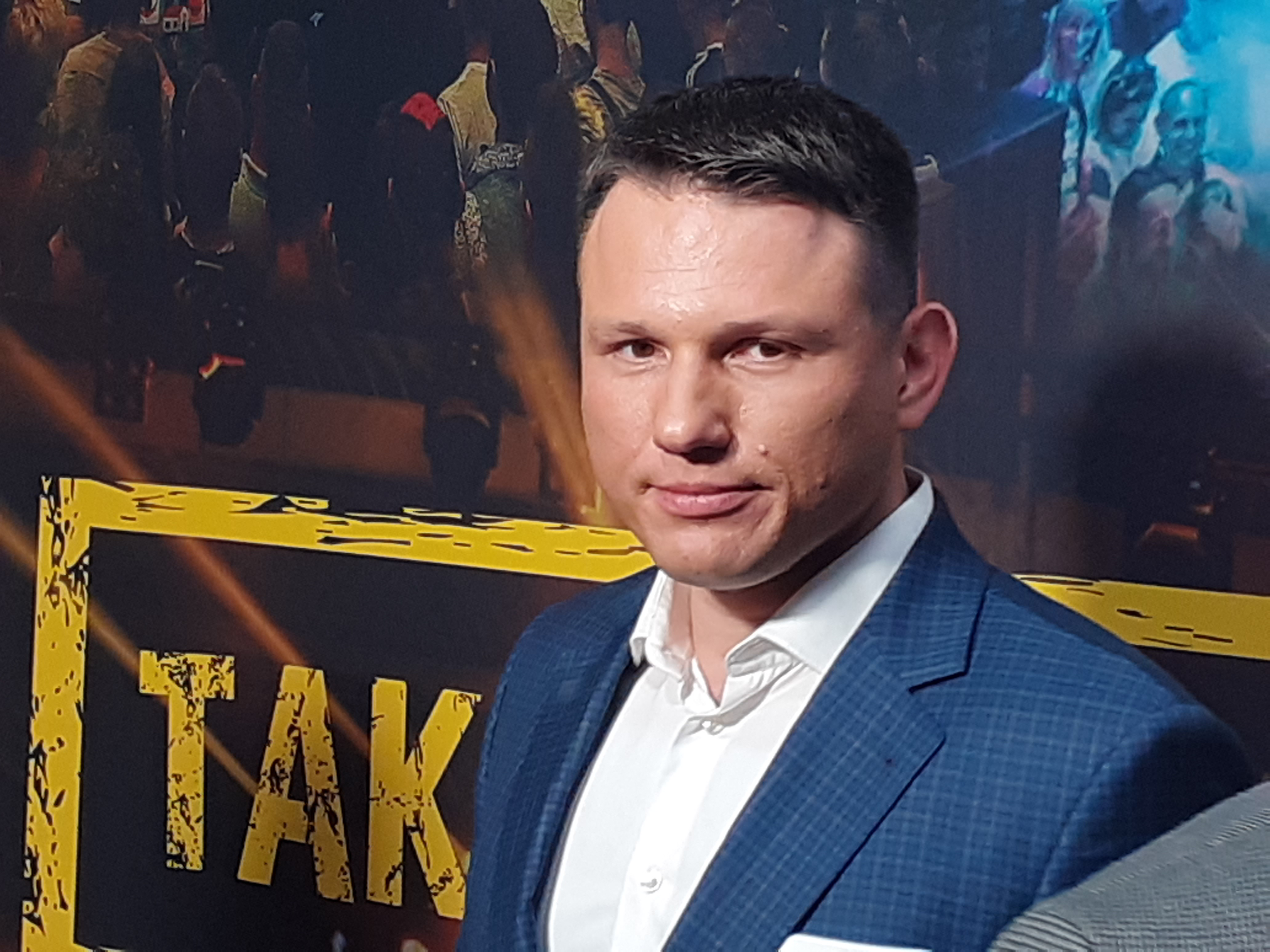
Sławomir Mentzen à Varsovie (2023)

Aux élections parlementaires de 2023, il s'est présenté dans le district de Varsovie. Il a obtenu le mandat de député de la 10e législature, en recueillant 101 269 voix (5,91% des suffrages exprimés dans la circonscription).
En août 2024, la Confédération le désigne comme candidat au poste de président de la République de Pologne lors de l'élection présidentielle de 2025. À l'issue du premier tour, Mentzen se classe troisième et obtient 14,8 % des voix.
Il fait face à une crise au sein de la Confédération après avoir bu une bière avec Rafał Trzaskowski, candidat de la Plate-forme civique, dans son propre pub à Toruń. Cette rencontre, filmée et largement diffusée sur les réseaux sociaux, provoque l'indignation de l'aile radicale de la Confédération qui l'accuse de trahison. Janusz Korwin-Mikke, ancien dirigeant de la coalition, dénonce publiquement Mentzen comme un « traître » et appelle à l'écarter de la politique.
Mentzen défend sa stratégie politique visant à positionner la Confédération comme un partenaire gouvernemental indépendant plutôt que comme un simple satellite de Droit et justice, et refuse de soutenir explicitement le candidat Karol Nawrocki au second tour de l'élection. Cette crise fragilise la position de Mentzen au sein de la coalition.

## Positionnement politique
Mentzen est positionné à l'extrême droite,,,.
Il est un critique virulent de l'Union européenne, qu'il qualifie de « totalitaire », et plaide pour la sortie de la Pologne de l'UE. Il est en faveur d'un arsenal nucléaire polonais et est sceptique quant aux capacités de défense de l'OTAN. Il considère les migrants comme une menace sécuritaire et critique également la présence de réfugiés ukrainiens en Pologne.
Économiquement libertarien, Mentzen exprime ses préoccupations quant au poids des impôts et à l'ampleur des dépenses sociales. Il prône une économie de marché libérée des régulations étatiques, des frontières étanches, et la libéralisation des cryptomonnaies. Ces questions sont centrales dans son programme politique. Il appelle également à la fin de la gratuité des frais d'inscription à l'université.
Il est pour l'interdiction de l'avortement même en cas de viol.
En 2019, il déclare vouloir « la création d'une Pologne sans Juifs, sans homosexuels, sans avortement, sans impôts et sans Union européenne »,.

## Vie privée
Son arrière-grand-père, Józef Mentzen, était un Allemand vivant près de Tuchola qui épousa une Polonaise. Il est le fils d'Elżbieta et de Mieczysław. Il vivait à Toruń. Il est marié à Agnieszka et a trois enfants : Franciszek, Helena et Alicja.
Il se déclare catholique. On lui a diagnostiqué le syndrome d'Asperger.